# Zjednoczenie Przemysłu Roszarniczego
Zjednoczenie Przemysłu Roszarniczego – jednostka organizacyjna Ministerstwa Przemysłu Lekkiego, powołana w celu koordynowania, nadzorowania, kontrolowania oraz sprawowania ogólnego kierownictwa nad działalnością gospodarczą przedsiębiorstw państwowych lub będących pod zarządem państwowym.

## Powołanie Zjednoczenia
Na podstawie zarządzenia Ministra Przemysłu Lekkiego z 1949 r. o utworzeniu "Zjednoczenia Przemysłu Roszarniczego" ustanowiono Zjednoczenie. Powołanie Zjednoczenia pozostawało w ścisłym związku dekretem z 1947 r. o tworzeniu przedsiębiorstw państwowych. 
Nadzór państwowy nad Zjednoczeniem sprawował Minister Przemysłu Lekkiego.

## Utworzenie Zjednoczenia
Zjednoczenie Przemysłu Roszarniczego utworzone początkowo na podstawie zarządzenia Ministra Przemysłu z 1945 r. (Nr BP/IV/I/3/125/45/Z) jako "Zjednoczenie Roszarń Lnu i Konopi". W 1949 r. powołano Zjednoczenie, działające w ramach narodowych planów gospodarczych oraz według zasad rozrachunku gospodarczego.  

## Przedmiot działalności Zjednoczenia
Przedmiotem działalności Zjednoczenia było koordynowanie, nadzorowanie, kontrolowanie oraz ogólne kierownictwo działalności gospodarczej przedsiębiorstw państwowych lub będących pod zarządem państwowym.  

## Rada Nadzoru Społecznego
Przy Zjednoczeniu powołana była Rada Nadzoru Społecznego, której zakres działania, sposób powoływania i odwoływania jej członków, organizację i sposób wykonywania powierzonych czynności określi rozporządzenie Rady Ministrów. Rada Nadzoru Społecznego miała charakter niezależnego organu nadzorczego, kontrolnego oraz opiniodawczego, podlegającego w swej działalności nadzorowi Prezydium Krajowej Rady Narodowej.

## Kierowanie Zjednoczeniem
Organem zarządzającym Zjednoczenia była dyrekcja, powoływana i zwalniana przez Ministra Przemysłu Lekkiego, składająca się z dyrektora naczelnego, reprezentującego dyrekcję samodzielnie oraz z podległych dyrektorowi naczelnemu czterech dyrektorów.
Do ważności zobowiązań, zaciąganych przez Zjednoczenie, wymagane było współdziałanie, zgodnie z uprawnieniami, przewidzianymi w statucie:
- dwóch członków dyrekcji łącznie,
- jednego członka dyrekcji łącznie z pełnomocnikiem handlowym w granicach jego pełnomocnictwa,
- dwóch pełnomocników handlowych łącznie w granicach ich pełnomocnictw.

## Wykaz przedsiębiorstw nadzorowanych
- Górnośląskie Zakłady Roszarnicze, przedsiębiorstwo państwowe wyodrębnione z siedzibą w Nędzy, pow. Racibórz[1].
- Opolskie Zakłady Roszarnicze, przedsiębiorstwo państwowe wyodrębnione z siedzibą w Wałczynie, pow. Kluczborek.
- Oleśnickie Zakłady Roszarnicze, przedsiębiorstwo państwowe wyodrębnione z siedzibą w Dobroszycach, pow. Oleśnica.
- Żmigrodzkie Zakłady Roszarnicze, przedsiębiorstwo państwowe wyodrębnione z siedzibą w Żmigrodzie, pow. Milicz.
- Głogowskie Zakłady Roszarnicze, przedsiębiorstwo państwowe wyodrębnione z siedzibą w Radwanicach, pow. Głogów.
- Mieroszowskie Zakłady Roszarnicze, przedsiębiorstwo państwowe wyodrębnione z siedzibą w Mieroszowie, pow. Wałbrzych.
- Poznańskie Zakłady Roszarnicze, przedsiębiorstwo państwowe wyodrębnione z siedzibą w Pakości, pow. Mogilno.
- Szczecińskie Zakłady Roszarnicze, przedsiębiorstwo państwowe wyodrębnione z siedzibą w Koszalinie.
- Malborskie Zakłady Roszarnicze, przedsiębiorstwo państwowe wyodrębnione z siedzibą w Malborku.
- Świdnickie Zakłady Roszarnicze, przedsiębiorstwo państwowe wyodrębnione z siedzibą w Grabach, pow. Świdnica.
- Witaszyckie Zakłady Roszarnicze, przedsiębiorstwo państwowe wyodrębnione z siedzibą w Witaszycach, pow. Jarocin.
- Włocławskie Zakłady Roszarnicze, przedsiębiorstwo państwowe wyodrębnione z siedzibą w Choceniu, pow. włocławski.
- Zakłady Roszarnicze "Piła", przedsiębiorstwo państwowe wyodrębnione z siedzibą w Pile.
- Gorzowskie Zakłady Roszarnicze, przedsiębiorstwo państwowe wyodrębnione z siedzibą w Gorzowie Wlkp.
- Toruńskie Zakłady Roszarnicze, przedsiębiorstwo państwowe wyodrębnione z siedzibą w Toruniu.
- Lęborskie Zakłady Roszarnicze, przedsiębiorstwo państwowe wyodrębnione z siedzibą w Lęborku.
- Mazurskie Zakłady Roszarnicze, przedsiębiorstwo państwowe wyodrębnione z siedzibą w Szczytnie.
- Zakłady Roszarnicze "Sępopol", przedsiębiorstwo państwowe wyodrębnione z siedzibą w Sępopolu, pow. Bartoszyce.
- Białostockie Zakłady Roszarnicze, przedsiębiorstwo państwowe wyodrębnione z siedzibą w Wysokim Stoczku, woj. białostockie.
- Podlaskie Zakłady Roszarnicze, przedsiębiorstwo państwowe wyodrębnione z siedzibą w Bielsku Podlaskim, woj. białostockie.
- Łomżyńskie Zakłady Roszarnicze, przedsiębiorstwo państwowe wyodrębnione z siedzibą w Łomży, woj. białostockie.
- Suwalskie Zakłady Roszarnicze, przedsiębiorstwo państwowe wyodrębnione z siedzibą w Suwałkach, woj. białostockie.
- Lubaczowskie Zakłady Roszarnicze, przedsiębiorstwo państwowe wyodrębnione z siedzibą w Lubaczowie, woj. rzeszowskie.
- Stęszewskie Zakłady Roszarnicze, przedsiębiorstwo państwowe wyodrębnione z siedzibą w Stęszewie, pow. Poznań.
- Ełskie Zakłady Roszarnicze, przedsiębiorstwo państwowe wyodrębnione z siedzibą w Ełku, woj. białostockie.